# Сујда
Сујда (рус. Суйда; фин. Suijanjoki) река је која протиче централним деловима Гатчињског рејона на југозападу Лењинградске области. Налази се на северозападу европског дела Руске Федерације. Лева је притока реке Оредежа и део басена реке Луге и Финског залива Балтичког мора.
Сујда свој ток започиње у високој мочвари на Ижорском побрђу, на око 3 km северозападно од села Тикховици. Водоток је дуг 63 km, просечна ширина тока је од 5 до 8 метара, док је просечна дубина између 1 и 1,5 метара.
Њен басен представља слабо изражену долину моренског порекла са које се повремено издижу усамљена ниска брда. У основи њене обале су прекривене густим шумама и жбунастом вегетацијом, на неким местима су јако замочварене, док се у близини насељених места углавном налазе ливаде и пашњаци. Реку карактерише мали пад и спор ток, због чега јако меандрира, а уз главни ток бројне су мртваје. Улива се у реку Оредеж на 112 km узводно од његовог ушћа у Лугу.
У основи тече у смеру запад-исток. Најважније притоке су потоци Кобринка (дужине 13 km) и Заборски.